# Simultaneum

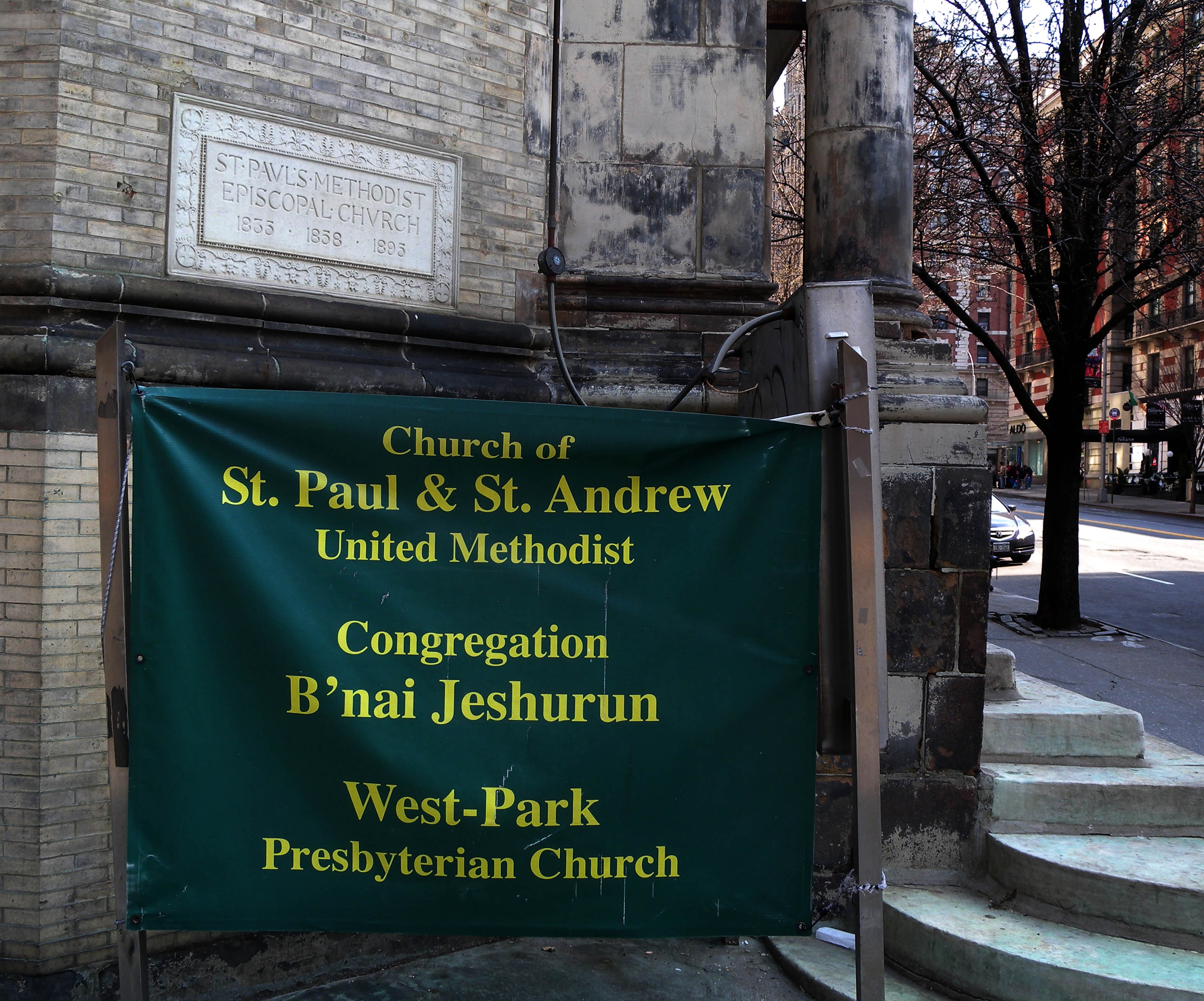
Spandoek aan de West-Park Presbyterian Church in New York met aanduiding van drie congregaties die er zijn gehuisvest

Simultaneum, een aanduiding die in Duitsland voor het eerst werd bedacht in de zestiende eeuw, is een situatie waarin ten minste twee congregaties, aangesloten bij verschillende christelijke denominaties, zoals de rooms-katholieke, lutherse en gereformeerde, hetzelfde kerkgebouw delen, hoewel zij bidden en vieringen houden op verschillende tijden en met verschillende geestelijken. Het is dus een vorm van religieuze tolerantie. Een dergelijke kerk wordt wel simultaankerk genoemd. De variant simultaneum mixtum, tegelijk gemengd, met een kerkdienst, die ten dele rooms-katholiek en ten dele evangelisch-luthers was, kwam, voor zover bekend, slechts op één locatie voor, namelijk in Goldenstedt, Nedersaksen, Duitsland, tussen ca. 1650 en 1850. 
Simultaneum was als beleid bijzonder aantrekkelijk voor heersers die heersten over een bevolking, die aanzienlijke aantallen van zowel katholieken en protestanten bevatte. Het was vaak het tegenovergestelde van Cuius regio, eius religio en gebruikt in situaties waar een heerser deel uitmaakte van een andere religie dan de meerderheid van de mensen, en niet sterk genoeg was om zijn godsdienst op te leggen aan de bevolking.

## Simultaneum in Nederland
In de huidige Nederlandse provincie Limburg werd in de loop van de 17e eeuw het simultaneum ingevoerd in een aantal gebieden die, na in 1633 te zijn veroverd door stadhouder Frederik Hendrik, onder Staats bewind vielen. Hierbij werd het gebruik van de kerk geregeld door middel van een tijdschema. In het algemeen werd de kerk door de gereformeerde gemeente beheerd en werd gebruik door de protestanten beschouwd als een recht en gebruik door de katholieken als een gunst. Het simultaneum bleef in deze gebieden vaak nog tot de jaren 30 van de 19e eeuw bestaan. In Eijsden werd het zelfs pas in 1851 opgeheven. Ten tijde van de Bataafse Republiek (1795-1801) werd ook in enkele plaatsen elders in het land een simultaneum ingevoerd, onder andere in Nispen, Beek, waar niet alleen het kleine kerkje maar ook de pastorie werd gedeeld, en Oijen. Hoewel koning Lodewijk Napoleon  zich persoonlijk inzette om conflicten tussen protestanten en katholieken over het bezit en gebruik van de kerk  middels het simultaneum op te lossen, vond deze regeling verder weinig ingang. In plaats daarvan werd gekozen voor een restitutieregeling. Een bijzonder geval was de Sint-Willibrorduskerk in Hulst, dat vanaf 1795 deel uitmaakte van Frankrijk. Hier werd op last van Napoleon in 1807 de kerk verdeeld in een katholiek (transept en koor) en een protestants (schip) deel, van elkaar gescheiden door een dikke muur. Pas in 1929 kwam aan deze toestand een einde en werd de hele kerk weer katholiek.

## Websites
- (de) (en) (fr)  The simultaneum. in de Elzas